# Mar de Halmahera
El mar de Halmahera (en indonesio, Laut Halmahera) es un pequeño mar del océano Pacífico localizado en el interior del archipiélago indonesio, nombrado así por la isla de Halmahera, cuyas aguas pertenecen a Indonesia. 

## Geografía
El mar de Halmahera tiene como límites:
- al norte, las islas de Halmahera y Kacepi y el propio océano Pacífico;
- al sur, las islas de Kofiau y de Torobi y las islas Boo y el mar de Ceram;
- al oeste, las islas de Halmahera y Obi Mayor y el mar de Molucas;
- al este, el archipiélago de Raja Ampat que incluye las islas de Waigeo y Batanta, el estrecho de Dampier (que lo comunica con el océano Pacífico) y la isla de Salawati.

Comprende alrededor de 95.000 km² y su topografía comprende una serie de cuencas separadas y cordilleras, la principal de ellas es la cuenca del Halmahera, que llega a una profundidad de 2039 m.

## Delimitación de la IHO
La máxima autoridad internacional en materia de delimitación de mares a efectos de navegación marítima, la Organización Hidrográfica Internacional («International Hydrographic Organization, IHO), considera el mar de Halmahera como un mar. En su publicación de referencia mundial, Limits of oceans and seas (Límites de océanos y mares, 3.ª edición de 1953), le asigna el número de identificación 48e, dentro del archipiélago de las Indias Orientales y lo define de la forma siguiente:

En el norte.
 Una línea desde Wajaboela (Morotai) hasta Tg. Djodjefa, el punto Norte de Halmahera.
En el este.
 Una línea de Tg. Gorango, el punto nororiental de la isla de Morotai, a través de las islas Sajang y Kawé hasta los extremos occidentales de las de Waigeo y Batanta, a través del punto noroeste de la isla Samawati, descendiendo por la costa a Tg. Menonket, su punto Suroeste, y desde allí a Tg. Sele, Nueva Guinea (1º26'S, 130º56').
En el sur.
 El límite norte del mar de Ceram entre Obi Mayor y Nueva Guinea [Una línea desde... Obi Mayor ... Tanjong Seranmaloleo, su extremo oriental, y desde allí a través de las islas Tobalai, Kekek, Pisang y Kofiau hasta Tanjong Sele (1º26'S, 130º55'E), el extremo occidental de Nueva Guinea].
En el oeste.
 El límite sur del mar de Molucas entre Halmahera y Obi Mayor [Una línea desde el extremo sur de Halmahera hasta la punta norte de la isla Bisa (Setile) y desde allí hasta el extremo norte de Obi Mayor]..
Limits of oceans and seas, pág. 30.